# Itoplectis melanthes
Itoplectis melanthes là một loài tò vò trong họ Ichneumonidae.